# Établissement public territorial Paris Ouest La Défense
Ne pas confondre avec université Paris-Ouest-Nanterre-la-Défense, ancienne dénomination de l'université Paris-Nanterre (Paris-X).
L’établissement public territorial Paris Ouest La Défense (POLD) est un établissement public de coopération intercommunale créé le 1er janvier 2016 dans le cadre de la métropole du Grand Paris (MGP) et situé dans le département des Hauts-de-Seine, dans la région Île-de-France, en France. Il regroupe 11 communes et plus de 560 000 habitants.

## Histoire

Subdivision de la métropole en 12 territoires.

Dans le cadre de la mise en place de la métropole du Grand Paris, la loi portant nouvelle organisation territoriale de la République du 7 août 2015 (Loi NOTRe) prévoit la création d'établissements publics territoriaux (EPT), qui regroupent l'ensemble des communes de la métropole à l'exception de Paris, et assurent des fonctions de proximité en matière de politique de la ville, d'équipements culturels, socioculturels, socio-éducatifs et sportifs, d'eau et assainissement, de gestion des déchets ménagers et d'action sociale. Les EPT exercent également les compétences que les communes avaient transférées aux intercommunalités supprimées.
L'EPT de Paris Ouest La Défense créé par un décret du 11 décembre 2015 succède à la Communauté d'agglomération du Mont-Valérien, à la Communauté d'agglomération Seine-Défense et à la Communauté d'agglomération Cœur de Seine, et regroupe 11 communes du centre du département des Hauts-de-Seine.

## Territoire

### Géographie

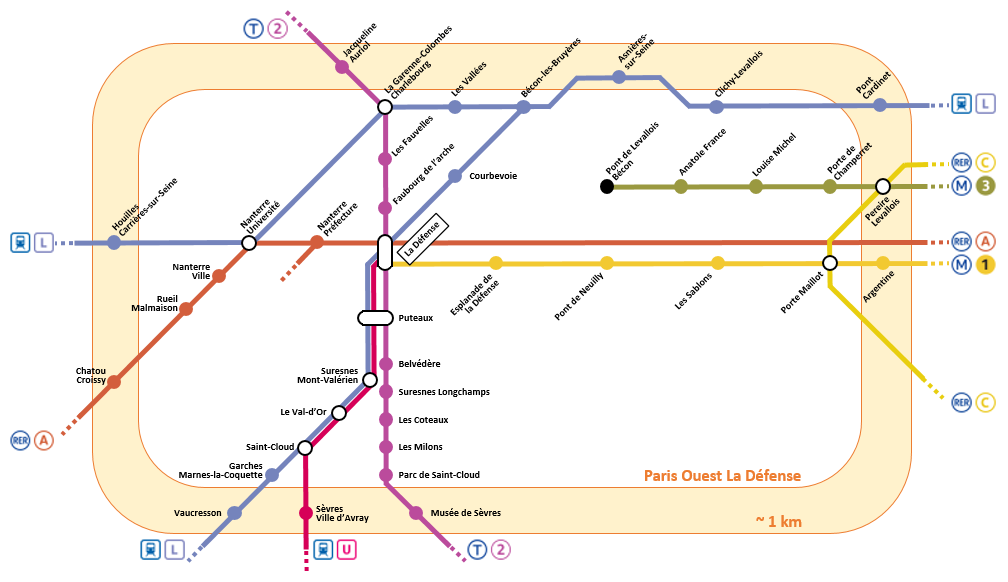
Représentation schématique des transports sur le territoire.

Le territoire de Paris Ouest La Défense s'étale sur les deux rives de la Seine, dans les Hauts-de-Seine.
Il constitue la limite ouest de la Métropole du Grand Paris.
Il est bordé à Neuilly-sur-Seine et Levallois-Perret par le boulevard périphérique de Paris, et traversé à l'ouest par l'autoroute A86.
Le territoire englobe intégralement l'Opération d'intérêt national de La Défense, aménagée par l'EPA de La Défense Seine Arche sur quatre communes au nord du Mont Valérien.
Les transports en commun par chemins de fer se sont développés dès les années 1830 avec la ligne de Paris-Saint-Lazare à Saint-Germain-en-Laye qui traverse le territoire d'est en ouest depuis près de deux siècles, ne faisant qu'une de 1837 à 1972, et partagée entre le réseau Saint-Lazare et le RER A depuis. Les transports en commun lourds desservent le territoire, comprenant les RER A et C, les transiliens L et U, ainsi que les lignes 1 et 3 du métro, et 2 du tramway.
Avec ses 568 139 habitants en 2012, ce seul territoire pèse plus du quart de la population de Paris, et plus que les villes de Lyon, Toulouse ou Lille.

### Composition

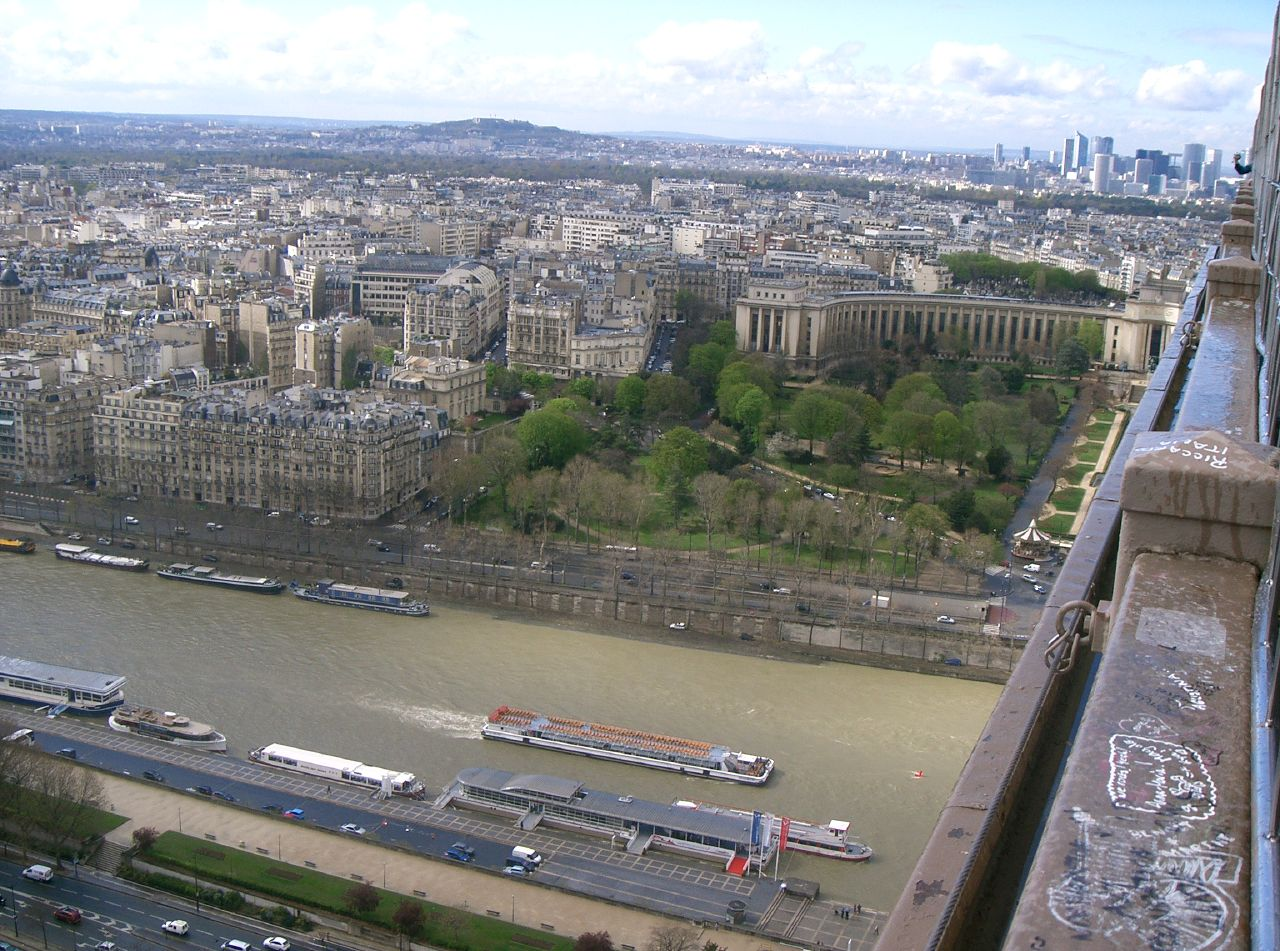
A l'horizon, le Mont Valérien et les tours de La Défense, vus de la tour Eiffel.

L'établissement public territorial est composé de onze communes :

| Nom                 | Code Insee | Gentilé        | Superficie (km2) | Population (dernière pop. légale) | Densité (hab./km2) |
| ------------------- | ---------- | -------------- | ---------------- | --------------------------------- | ------------------ |
| Puteaux (siège)     | 92062      | Putéoliens     | 3,19             | 44 198 (2022)                     | 13 855             |
| Courbevoie          | 92026      | Courbevoisiens | 4,17             | 81 945 (2022)                     | 19 651             |
| Garches             | 92033      | Garchois       | 2,69             | 17 705 (2022)                     | 6 582              |
| La Garenne-Colombes | 92035      | Garennois      | 1,78             | 29 828 (2022)                     | 16 757             |
| Levallois-Perret    | 92044      | Levalloisiens  | 2,41             | 68 412 (2022)                     | 28 387             |
| Neuilly-sur-Seine   | 92051      | Neuilléens     | 3,73             | 59 200 (2022)                     | 15 871             |
| Nanterre            | 92050      | Nanterriens    | 12,19            | 98 119 (2022)                     | 8 049              |
| Rueil-Malmaison     | 92063      | Rueillois      | 14,7             | 80 842 (2022)                     | 5 499              |
| Saint-Cloud         | 92064      | Clodoaldiens   | 7,56             | 29 859 (2022)                     | 3 950              |
| Suresnes            | 92073      | Suresnois      | 3,79             | 48 932 (2022)                     | 12 911             |
| Vaucresson          | 92076      | Vaucressonnais | 3,08             | 8 506 (2022)                      | 2 762              |

### Démographie
| 2012    | 2014    | 2017    | 2021    |
| ------- | ------- | ------- | ------- |
| 568 139 | 562 693 | 558 303 | 563 228 |

## Organisation

### Siège social
Le siège social de l'EPT POLD est situé au 8 Place du 27-mars-2002 (anciennement Place du 8-mai-1945), à Nanterre.

### Services centraux
Les services centraux de l'EPT POLD sont situés au 91 rue Jean-Jaurès, à Puteaux (immeuble Le Luminis).

### Élus
L'EPT est administré par un conseil de territoire, présidé par Éric Berdoati, maire de Saint-Cloud, composé de 90 membres désignés en leur sein par les conseils municipaux des villes membres. Quatorze d'entre eux sont également des conseillers métropolitains et siègent donc au conseil de la métropole du Grand Paris.
Le Bureau territorial au 1er janvier 2023 :
1. Raphaël Adam, maire de Nanterre ;
2. Jeanne Bécart (d), maire de Garches ;
3. Guillaume Boudy, maire de Suresnes ;
4. Joëlle Ceccaldi-Raynaud, maire de Puteaux;
5. Jean-Christophe Fromantin, maire de Neuilly-sur-Seine ;
6. Véronique Jacqueline-Colas (d), maire de Vaucresson ;
7. Jacques Kossowski, maire de Courbevoie ;
8. Patrick Ollier, maire de Rueil-Malmaison, président de la métropole du Grand Paris ;
9. Agnès Pottier-Dumas (d), maire de Levallois-Perret ;
10. Monique Raimbault (d), maire de La Garenne-Colombes.

Le mardi 4 mars 2025, le conseil de territoire a élu Éric Berdoati président de l’établissement public territorial, succédant à Joëlle Ceccaldi-Raynaud.

### Liste des présidents
| Période         | Période      | Identité                | Étiquette | Qualité |
| --------------- | ------------ | ----------------------- | --------- | --- |
| 11 janvier 2016 | 28 juin 2022 | Jacques Kossowski       | LR        | Maire de Courbevoie (1995 →2026) Député des Hauts-de-Seine (3e circ.) (1997 → 2017) Vice-président de Defacto (? →) Vice-président de l'ÉPADESA (? →) Réélu pour le mandat 2020-2026 |
| 28 juin 2022    | 4 mars 2025  | Joëlle Ceccaldi-Raynaud | LR        | Maire de Puteaux |
| 4 mars 2025     | En cours     | Éric Berdoati           | DVD       | Maire de Saint-Cloud |

### Compétences
L'établissement public territorial exerce les compétences qui lui sont assignées par la loi, et qui relèvent essentiellement de la politique de la ville, de la construction et de la gestion d'équipements culturels, socioculturels, socio-éducatifs et sportifs d'intérêt territorial, de l'assainissement et de l'eau, de la gestion des déchets ménagers et assimilés et de l'action sociale d'intérêt territorial. Il a aussi la charge d'élaborer un plan local d'urbanisme intercommunal (PLUI).
Il exerce également les compétences qui avaient été déléguées par les communes au bénéfice des trois EPCI supprimés lors de sa création : la Communauté d'agglomération du Mont-Valérien, la Communauté d'agglomération Seine-Défense et la Communauté d'agglomération Cœur de Seine. Les compétences exercées par l'EPT à ce titre sont donc différentes selon les communes, en fonction de l'EPCI auquel elles appartenaient avant le 1er janvier 2016.
L'EPT pourra, dans ses deux premières années d’existence, décider de restituer certaines de ces compétences aux communes afin d'unifier ses responsabilités pour l'ensemble des communes membres.

### Régime fiscal et budget
L'EPT est un EPCI sans fiscalité propre, c'est-à-dire que ses ressources proviennent essentiellement d'autres collectivités.
Les ressources de l'EPT varient selon la période :
- Au cours de la première phase, qui s’étend du 1er janvier 2016 au 31 décembre 2020, les EPT perçoivent néanmoins la cotisation foncière des entreprises (CFE), l'une des composantes de la fiscalité économique des entreprises.
- À compter du 1er janvier 2021, l’ensemble de la contribution économique territoriale est perçu par la MGP, modifiant ainsi le financement des EPT, qui seront alors financés entièrement par contribution des communes membres.

## Projets et réalisations
Le schéma directeur vélo a prévu la réalisation de 161 km de pistes cyclables à l'horizon 2025.

### Autolib' et Vélib

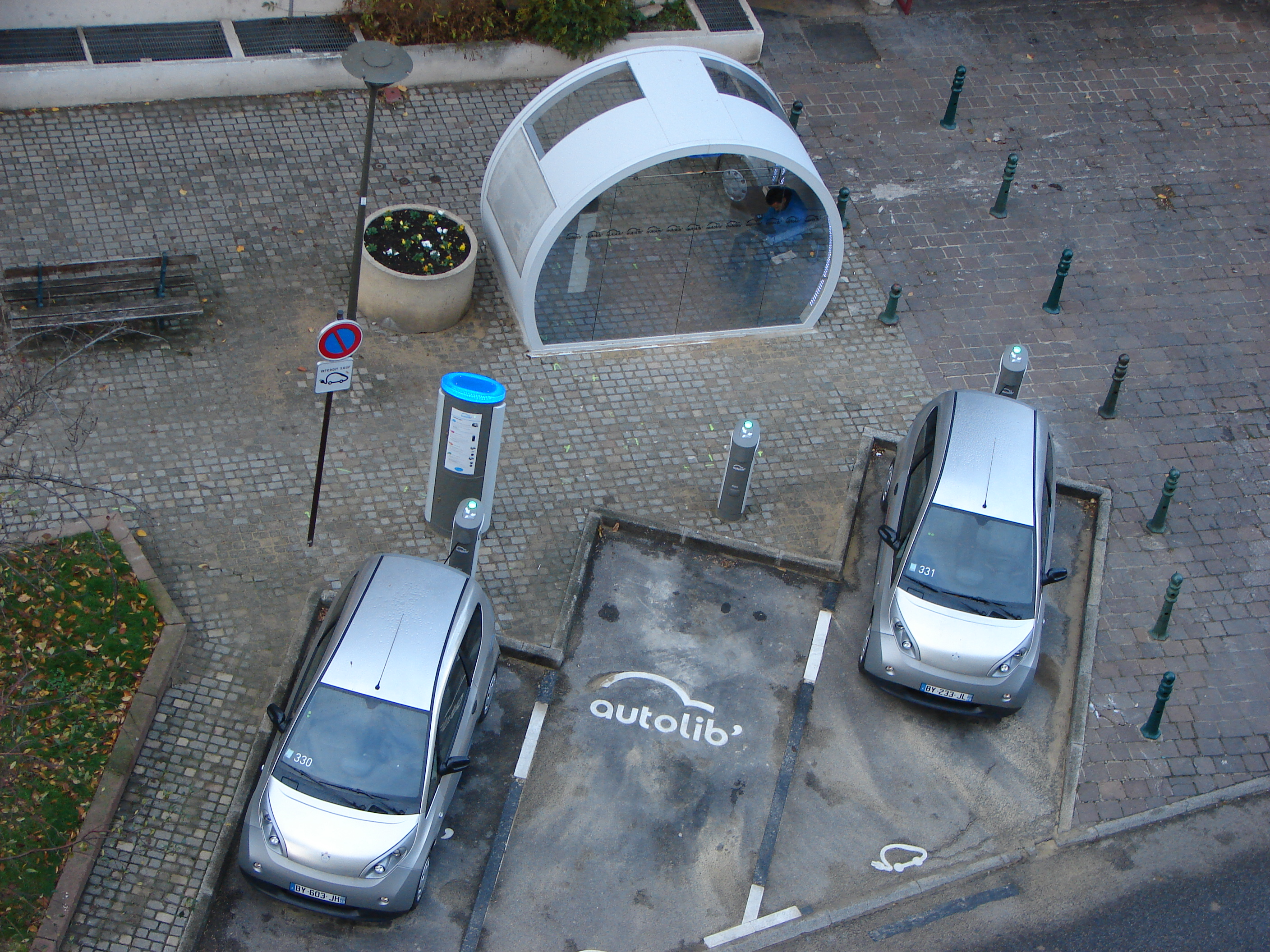
Station Autolib’ à Suresnes en 2011.

Le territoire est adhérent du service public d'autopartage de voitures électriques Autolib'.
En avril 2017, l'unique commune du territoire adhérente au service Vélib' est La Garenne-Colombes, bien que le système de vélos en libre-service de Paris soit disponible sur d'autres communes du territoire depuis 2009. Le service Vélib' du consortium franco-espagnol Smovengo sera disponible sur le territoire de Paris Ouest La Défense à compter de 2018.

## Pour approfondir